# Crosby, Stills & Nash (album)
Crosby, Stills & Nash is het debuutalbum van Crosby, Stills & Nash. Atlantic Records bracht het op 29 mei 1969 uit.

## Achtergrond
In de zomer van 1968 zongen David Crosby van The Byrds, Stephen Stills van Buffalo Springfield en Graham Nash van The Hollies voor het eerst samen in Laurel Canyon, een buurt in Los Angeles waar veel artiesten uit de hippiecultuur leefden. Ze richtten in december van dat jaar de supergroep Crosby, Stills & Nash op in Londen, waar Nash nog een paar maanden met The Hollies had gewerkt. De drie artiesten lieten hun muziek horen aan George Harrison van The Beatles, maar hij vond de groep niet geschikt voor zijn platenlabel Apple Records. Ahmet Ertegün, de baas van Atlantic Records, bood de groep een platencontract aan.
Het trio keerde terug naar de Verenigde Staten. Ze vestigden zich op Long Island in New York om zich op hun muziek te concentreren. Stills' vriendin Judy Collins en hun gezamenlijke vriend John Sebastian, de vroegere zanger-gitarist van The Lovin' Spoonful, woonden er ook. Crosby, Stills en Nash werkten een aantal weken aan hun repertoire, meestal onder invloed van wiet of cocaïne. Op 8 februari 1969 begonnen ze met de opnames voor hun eerste album in Studio 3 van Wally Heider. Het eerste liedje dat ze opnamen, was "Suite: Judy blue eyes", een vierdelig muziekstuk dat Stills schreef naar aanleiding van zijn relatie met Collins.
Na twee maanden waren Crosby, Stills en Nash klaar met de opnamen voor hun debuutalbum. Ze hadden grotendeels zelf voor de muzikale productie gezorgd. Bill Halverson was geluidstechnicus van dienst, maar hij liet het trio zo veel mogelijk hun gang gaan. Crosby, Stills en Nash gaven aan Atlantic Records een kopie van de mastertapes, die ze achterhielden, omdat ze weinig vertrouwen hadden in wat de platenmaatschappij ermee zou doen. Ertegün schakelde producent Tom Dowd in om ervoor te zorgen dat de zangpartijen duidelijk naar voren kwamen. Op 11 april 1969 luisterden Crosby, Stills en Nash in het appartement van David Geffen naar het eindresultaat. Ze waren zeer ontstemd over de bewerkingen van Dowd en besloten de productie zelf af te ronden.

## Nummers
Op het album staan de volgende liedjes, met tussen haakjes de componist.
1. "Suite: Judy blue eyes" (Stills) - 7:25
2. "Marrakesh Express" (Nash) - 2:39
3. "Guinnevere" (Crosby) - 4:40
4. "You don't have to cry" (Stills) - 2:45
5. "Pre-road downs" (Nash) - 3:01
6. "Wooden ships" (Crosby, Stills en Kantner) - 5:29
7. "Lady of the island" (Nash) - 2:39
8. "Helplessly hoping" (Stills) - 2:41
9. "Long time gone" (Crosby) - 4:17
10. "49 bye-byes" (Stills) - 5:16

## Musici
|                                             |  |  |
| David Crosby, Stephen Stills en Graham Nash |  |  |

Op het album zijn de volgende musici te horen:
- Stephen Stills - zang, basgitaar, gitaar, piano, orgel
- Graham Nash - zang, slaggitaar, percussie[10]
- David Crosby - zang, akoestische gitaar
- Dallas Taylor - drums
- Jim Gordon - drums op "Marrakesh Express"[14]
- Cass Elliot - zang op "Pre-Road Downs"[14]

Crosby, Stills en Nash lieten zich in New York bij wijze van experiment begeleiden door bassist Harvey Brooks en toetsenist Paul Harris, maar in de studio in Los Angeles nam Stills bijna alle partijen voor zijn rekening, hetgeen hem de bijnaam Captain Manyhands opleverde. Stills maakte vaak lange dagen om in zijn eentje of samen met drummer Dallas Taylor aan de muziek te schaven. Cass Elliot van The Mamas and the Papas was bevriend met zowel Crosby als Nash. Ze zorgde ervoor dat de twee muzikanten elkaar leerden kennen en als vertrouweling van Nash, die zich steeds ongelukkiger voelde bij The Hollies, speelde ze een belangrijke rol bij het ontstaan van de groep. Om de muziek van het album ook live ten gehore te kunnen brengen, zoals op het Woodstock-festival, sloot Neil Young (eveneens van Buffalo Springfield) zich op aanraden van Ertegün bij het trio aan.

## Albumhoes
We wanted him to capture us in a natural setting, to convey the intimacy of the group and the music we'd made.
— Nash over de hoes van Crosby, Stills & Nash.

Crosby, Stills en Nash hadden nog steeds geen bandnaam gekozen toen de foto's voor de albumhoes werden gemaakt. Gary Burden zou de hoes ontwerpen en Henry Diltz nam de foto's. De muzikanten wilden een hoes die paste bij hun muziek, een hoes die er waarheidsgetrouw en ongekunsteld uit zou zien. Ze reden naar de kruising tussen Palm Avenue en Santa Monica Boulevard. Daar had Nash een leegstaand huis gezien met aan de voorkant een oude, versleten bank. Ze gingen op de bank zitten om zich door Diltz te laten fotograferen. Op de foto zit Nash links op de rugleuning, Stills in het midden met een akoestische gitaar en Crosby aan de rechterkant. Een paar dagen nadat deze foto werd gemaakt, besloten ze zichzelf Crosby, Stills & Nash te noemen. Ze wilden een nieuwe foto laten maken waarop ze in de juiste volgorde zouden zitten, maar het huis was inmiddels afgebroken. Crosby en Nash worden door deze albumhoes weleens met elkaar verward.

## Ontvangst
| Land                | Hoogste notering |
| ------------------- | ---------------- |
| Nederland           | 2                |
| Nieuw-Zeeland       | 24               |
| Verenigd Koninkrijk | 25               |
| Verenigde Staten    | 6                |

Het album was in commercieel opzicht een groot succes. Er werden meer dan twee miljoen exemplaren van verkocht. In de Amerikaanse hitlijst bereikten Crosby, Stills en Nash met het album de zesde plaats. In het Verenigd Koninkrijk piekten ze op de 25e plaats en in Nederland op de tweede plaats. Als eerste single werd "Marrakesh Express" uitgebracht, een door Nash geschreven liedje dat The Hollies weigerden op te nemen. De single piekte op de 28e plaats in de Billboard Hot 100. De tweede single, een verkorte versie van het door Stills geschreven "Suite: Judy blue eyes", bereikte de 21ste plaats.
Crosby Stills & Nash wordt beschreven in het boek 1001 Albums You Must Hear Before You Die.
David Crosby · Stephen Stills · Graham Nash · Neil Young